# Jay Pal
Jokrol Duoth Pal (Omaha, 9 mei 2000) is een Amerikaans-Zuid-Soedanees basketballer.

## Carrière
Pal speelde op de middelbare school basketbal voor Omaha Central High School onder coach Eric Behrens en daarna bij de The Skills Factory in Atlanta. Hij ging in 2019 spelen voor Clarendon College Bulldogs en speelde daar een seizoen. Hij maakte in 2020 de overstap naar Jacksonville State Gamecocks waar hij twee seizoenen speelde. In 2022 wisselde hij naar de Campbell Fighting Camels waar hij een seizoen speelde. Hij speelde zijn laatste seizoenen collegebasketbal voor de San Diego State Aztecs. Hij werd niet gekozen in de NBA draft van 2024.
Hij nam deel aan het trainingskamp van de South Bay Lakers maar kreeg geen plaats in de definitieve ploeg. Hij tekende zijn eerste profcontract in de Georgische competitie bij SK Iverioni Gori in november 2024. In de zomer van 2025 tekende hij bij de Belgische eersteklasser Kortrijk Spurs.